# Exorista basalis
Exorista basalis är en tvåvingeart som beskrevs av Johann Wilhelm Meigen 1838. Exorista basalis ingår i släktet Exorista och familjen parasitflugor.
Artens utbredningsområde är Österrike. Inga underarter finns listade i Catalogue of Life.